# برج الجدي
برج الجدي هو البرج العاشر من الأبراج الإثنى عشر من منطقة البروج أي قوس من دائرة مسار الشمس. برج من الجهة الجنوبية للسماء. تمر الشمس من برج الجدي من 22 ديسمبر إلى 19 يناير. تكون الشمس في أول هذا البرج عند انقلاب الشمس الشتائي. في الماضي البعید کانت كوكبة الجدي فی هذه البرج ویسمی بالجدي والیوم کوکبة فلکیة الرامي فیها نتيجة لتقدم محور الأرض.

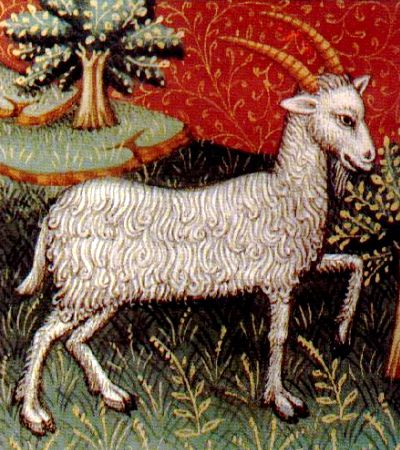
رسم لجدي من القرن الخامس عشر.

## برج الجدي في علم التنجيم
برج الجدي في التنجيم الغربي، لم تعد هذه العلامة تصف نتيجة للالسبق من الاعتدالات. ويعتير الجدي في علم التنجيم علامة سلبية. كما أنها تعتبر علامة أرضية وعلامة من علامات كاردينال الأربعة. ويُحكم برج الجدي بواسطة كوكب زحل. ويرتبط برج الجدي بالبيت العاشر لعلم التنجيم، لكونه العلامة العاشرة في دائرة البروج.
ويعتبر الأشخاص المولدون عند تواجد الشمس في برج الجدي من دائرة البروج. وتدخل الشمس برج الجدي تحت دائرة البروج أو مسار الشمس، في 22 ديسمبر وتخرج في 20 يناير تقریبًا.

## التوافق
استنادا إلى عناصر دائرة البروج، يعتبر الجدي متوافقاً مع برج السرطان والثور ، العذراء والجدي نفسه.
وهناك العديد من المتغيرات التي تحدد مدى التوافق في علم التنجيم، مثل تواريخ الميلاد، وأشهر الميلاد، وسنة الميلاد، والموقف من علامة داخل الشمس والقمر والنجوم وغيرها وعلامات المدرجة على أنها متوافقة مع الجدي لا تعكس لمحة فردية أو القراءة الفردية كما هي مفسرة في علم التنجيم، وإنما تعكس توجيهي عام، وإشارة إلى التوافق وفقا لما تمليه المتغيرات مثل صفات وعناصر داخل زودياك. ويسمى فرع علم التنجيم الخاص بالتوافقات بين الأشخاص ب «سيناسترى» Synastry>